# Scenopinus limpidipennis
Scenopinus limpidipennis är en tvåvingeart som beskrevs av Friedrich Hermann Loew 1874. Scenopinus limpidipennis ingår i släktet Scenopinus och familjen fönsterflugor.
Artens utbredningsområde är Iran. Inga underarter finns listade i Catalogue of Life.